# Четиринадесетте точки на Уилсън
Четиринадесетте точки на Уилсън е проект на САЩ за принципите за договаряне на всеобщ мир след Първата световна война. Огласени са от президента на САЩ Удроу Уилсън на 8 януари 1918 г. в специално послание до Конгреса на САЩ, отправено към воюващите през Първата световна война държави. Те общо взето са приветствани от европейците, макар че основните им съюзници от Антантата в лицето на Клемансо, Лойд Джордж и Виторио Орландо са скептични спрямо идеализма в международните отношения.
САЩ встъпват във войната на страната на Антантата на 6 април 1917. Това се дължи отчасти на подновяването на подводната война от страна на германците срещу търговското корабоплаване с Франция и Великобритания. Президентът Уилсън иска да избегне въвличането на САЩ в отдавнашните борби между Великите сили; ако Америка се бие, това няма да е свързано с националистичните спорове и амбиции. Необходимостта от морални цели става още по-важна, когато след падането на руското Временно правителство болшевиките огласяват секретни споразумения между съюзниците. Речта на Уилсън е също така реакция на Декрета за мир на Ленин от ноември 1917, издаден веднага след Октомврийската революция, който предлага незабавно излизане на Русия от войната и призовава за справедлив и демократичен мир, който да не е съпроводен с анексия на територии и води до сключването на Брест-Литовски мирен договор на 3 март 1918.
Речта на Уилсън взема много от американските идеи на прогресивизма и ги прилага към външните работи (свободна търговия, отказ от тайни споразумения, демокрация и самоопределение). Тази реч е единственото открито заявление на военни цели от страна на нациите, взели участие във войната. Някои от тях са посочили целите си само в общ план, но повечето не огласяват какво целят да постигнат след войната. Четиринадесетте точки се основават на резултатите от проучване за вероятните теми, които биха възникнали на предстоящата мирна конференция, проведено от около 150 съветници под ръководството на Едуард Хаус (Edward M, House).

## Четиринадесетте точки на Уилсън
1. Мирни съглашения, сключени открито: дипломацията да работи искрено и публично.
2. Неограничена свобода на корабоплаването в мирно и военно време.
3. Премахване, доколкото е възможно, на всички стопански прегради и уреждане на еднакви търговски условия за всички народи, които са за мира.
4. Намаление на въоръженията до крайност съобразно вътрешната безопасност на всяка страна.
5. Свободно и справедливо уреждане на всички колониални въпроси.
6. Изтегляне на войските от всички руски земи и подпомагане на руския народ да се устрои свободно и без диктатура: да се гарантира добър прием на новата руска държава в обществото на свободните народи под правителство, което руският народ избере свободно.
7. Освобождаване и възстановяване на Белгия.
8. Възвръщане на Елзас и Лотарингия на Франция, понеже тези провинции несправедливо са ѝ били отнети през 1871 година.
9. Поправка на италианската граница в съответствие с националната принадлежност на населението.
10. Предоставяне на народите в Австро-Унгария на възможност за автономно развитие.
11. Възстановяване на Румъния, Сърбия и Черна гора. На Сърбия да се даде свободен излаз на море и отношенията между балканските държави да се определят приятелски под влиянието на силите, като им се създадат условия за политическа и национална независимост и териториална цялост.
12. Земите, населени с турци, да се ползват със суверенитет и сигурност, а на другите народности в Османската империя да се осигури свобода.
13. Възстановяване на полската държава със свободен излаз на море.
14. Образуване на Общество на народите (ОН) с цел да се дадат взаимни гаранции за политическата независимост и териториална цялост, както на големите, така и на малките народи.